# Separações
Separações è un film brasiliano del 2002 diretto e interpretato da Domingos de Oliveira.

## Trama
Cabral è sposato con Glorinha, una donna molto più giovane di lui. Entrambi sono insoddisfatti del loro rapporto e decidono di separarsi temporaneamente. La donna finisce per innamorarsi di Diogo, un architetto suo coetaneo. Cabral cerca allora di riconquistare Glorinha.